# Manzanita (Oregon)
Manzanita és una població dels Estats Units a l'estat d'Oregon. Segons el cens del 2000 tenia 564 habitants.

## Demografia
Segons el cens del 2000, Manzanita tenia 564 habitants, 307 habitatges, i 177 famílies. La densitat de població era de 294,3 habitants per km².
Dels 307 habitatges en un 9,4% hi vivien nens de menys de 18 anys, en un 51,1% hi vivien parelles casades, en un 4,6% dones solteres, i en un 42,3% no eren unitats familiars. En el 38,8% dels habitatges hi vivien persones soles el 18,6% de les quals corresponia a persones de 65 anys o més que vivien soles. El nombre mitjà de persones vivint en cada habitatge era d'1,84 i el nombre mitjà de persones que vivien en cada família era de 2,33.
Per edats la població es repartia de la següent manera: un 10,8% tenia menys de 18 anys, un 4,3% entre 18 i 24, un 14,4% entre 25 i 44, un 36% de 45 a 60 i un 34,6% 65 anys o més.
L'edat mediana era de 57 anys. Per cada 100 dones de 18 o més anys hi havia 83,6 homes.
La renda mediana per habitatge era de 38.750$ i la renda mediana per família de 43.958$. Els homes tenien una renda mediana de 30.000$ mentre que les dones 25.833$. La renda per capita de la població era de 26.428$. Aproximadament el 4,9% de les famílies i el 7,2% de la població estaven per davall del llindar de pobresa.

## Poblacions més properes
El següent diagrama mostra les poblacions més properes.